# Chiesa dei Santi Maria e Zenone (Mariano del Friuli)
La chiesa dei Santi Maria e Zenone è la parrocchiale di Corona, in provincia ed arcidiocesi di Gorizia. Inoltre, è compresa nel decanato di Cormons.

## Storia
La prima citazione di una chiesa a Corona risale al 1480. Da un documento del 1570 si viene a sapere che, all'interno della chiesa, erano presenti due altari. 
Nel 1699 detta chiesa fu demolita per far posto all'attuale, i cui lavori iniziarono il 19 ottobre dello stesso anno e si conclusero nel 1709. Il 22 agosto 1742 avvenne la consacrazione della chiesa. Nel 1827 fu edificato il campanile e, nel 1906, fu collocata la statua raffigurante Santa Maria Assunta nella nicchia centrale della facciata. L'edificio fu restaurato nel 1991.

## Interno
All'interno della parrocchiale si trovano l'altare maggiore, costruito nel 1729 da Pasqualino Lazzarini, e, sull'altare laterale dedicato a Santa Caterina da Siena, la settecentesca pala raffigurante i santi Caterina, Rocco e Sebastiano, dipinta da Antonio Parodi. Molto importante è anche la Via Crucis, opera del 1950 di Gino de Finetti.